# Sergio II di Gerusalemme
Sergio II (IX secolo – 911) è stato il patriarca di Gerusalemme tra il 908 e il 911.
Negli annali di Eutichio è riportato come Giorgio ovvero Jurjus ibn Di'jan (probabile errore del copista), che sarebbe divenuto patriarca nel sesto anno di regno di al-Muktafi e sarebbe rimasto sul trono patriarcale per quattro anni e otto mesi, ovvero fino al 911. Gli anni del suo patriarcato cadono durante il ritorno della dominazione di Baghdad in Palestina, tra i governi dei Tulunidi e degli Ikhshididi.